# Günter Krone
Günter Krone (* 15. Oktober 1927 in Leipzig; † 20. Juni 2023) war ein deutscher Rechtsanwalt und Politiker (CDU). Er war von 1990 bis 1994 Abgeordneter im Landtag von Sachsen.

## Leben
Krone besuchte nach der Volksschule das König-Albert-Gymnasium in Leipzig und studierte nach dem Abitur von 1946 bis 1950 Jura an der Universität Leipzig. Danach war er von 1951 bis 1953 als Referendar tätig und anschließend bis 1969 als Justitiar. Seit 1969 arbeitete er als Rechtsanwalt in Leipzig.

## Politik
Krone war von 1946 bis 1953 bereits CDU-Mitglied und wurde es nach der Deutschen Wiedervereinigung 1990 wieder. Ebenfalls 1990 wurde er im Wahlkreis 14 (Leipzig, Land) bei der Landtagswahl in den Landtag von Sachsen gewählt, dem er für eine Wahlperiode bis 1994 angehörte. Er war ordentliches Mitglied im Verfassungs- und Rechtsausschuss und im Petitionsausschuss.
Am 26. Mai 1998 wurde ihm von Landtagspräsident Erich Iltgen die Sächsische Verfassungsmedaille verliehen.